# Myfit Libohova
Myfit Libohova bég vagy Myfid Libohova bég, törökösen Mufid Libohova bég (albán Myfit/Myfid bej Libohova; Libohova, Oszmán Birodalom, 1876. július – Saranda, 1927. február 10.) albán politikus, diplomata. Albánia történelmének első belügyminisztere volt (1912–1913). Az elkövetkező években a Qemali- és a Përmeti-kormányok tagjaként irányította a külügyi (1913), az igazságügyi és vallásügyi (1914), valamint a hadügyi (1914) tárcát, majd Albánia történelmének első római nagyköveteként teljesített diplomáciai szolgálatot (1914). Az első világháborút követő időszakban olaszbarát tendenciák jelentek meg politikájában. Az olasz gyámkodással létrejött második Përmeti-kormány (1918–1920) külügy- és igazságügy-minisztere, miniszterelnök-helyettese volt. 1924-től Ahmet Zogu híveként ismét kormányzati pozíciókat töltött be, volt igazságügy- (1924, 1925), külügy- (1925) és pénzügyminiszter (1925). Nevéhez fűződik, egyben politikai bukását is előidézte az Albán Nemzeti Bank 1925. szeptemberi létrehozása, amellyel az olasz kormány rendkívül kedvező feltételekkel jutott a bankkoncesszióhoz, és kezdetét vette az az éveken át tartó folyamat, amely Albánia Olaszországtól való totális gazdasági függőségét eredményezte.

## Életútja
Dél-Albánia egyik leggazdagabb muszlim nagybirtokos családjának a sarja. A Libohovák birtokai az 1840-es években 28 ezer hektáron terültek el, Gjirokastra vidékén túl Çamëriában és Thesszáliában, ezzel az Oszmán Birodalom albániai részének legnagyobb földbirtokosai voltak. Libohovában született Neki Libohova pasa ergirii kormányzó, konstantinápolyi parlamenti képviselő negyedik fiaként. Öccse Eqrem Libohova politikus, katonatiszt, de unokatestvére volt „az albán nemzet atyja” Ismail Qemali is.
Középiskolai tanulmányait a janinai Zosziméa iskolában végezte, majd konstantinápolyi és lausanne-i egyetemeken képezte tovább magát. Ezt követően az Oszmán Birodalom diplomáciai testületében kezdte meg karrierjét görögországi, belgiumi és svájci állomáshelyeken. Jól beszélt törökül, görögül és franciául, emellett Brüsszelben némi nyugatias műveltségre is szert tett. Szabadidejében szívesen foglalkozott történelemmel, 1903-ban Kairóban publikálta Ali Tepeleni pasa török nyelvű történeti életrajzát.

### A független Albánia szolgálatában (1908–1914)
Az ifjútörök mozgalom 1908-as győzelme után felhagyott a diplomatakarrierrel, és Ergiri (ma Gjirokastra) parlamenti képviselője lett a konstantinápolyi oszmán parlamentben. Ebben az időszakban unokatestvérével, Ismail Qemalival együtt sokat tett az albán nép önrendelkezéséért. Libohova beutazta Európát és Egyiptomot, hogy támogatókat nyerjen meg az albánok ügyének. Tevékenységéért halálra ítélték és ingóságait elkobozták. Libohova később kibontakozó hajlama a korrupcióra már ekkor megmutatkozott, amikor különböző szolgálataiért kenőpénzt fogadott el a görög kormánytól. Az Albánia függetlenségét kikiáltó 1912. november 28-án kezdődő vlorai nemzetgyűlésen ugyan személyesen nem tudott megjelenni, de Janinából távirati úton támogatta az ott elfogadott függetlenségi nyilatkozatot. A nemzetgyűlés után 1912. december 4-én hivatalba lépett Qemali-kormány belügyminisztere, Qemali egyik legmegbízhatóbb embere és feltétlen híve lett. Bár lojális, de befolyásolható embernek tartották, a magyar Nopcsa Ferenc pedig „grandiózus svindler”-ként jellemezte Libohovát. 1913. július 2-án Qemalitól átvette a külügyminiszteri tárcát, de pár hónap elteltével, legkésőbb 1913 októberében kilépett a kormányból, miután a Nemzetközi Ellenőrző Bizottság albán tagjává választották.
Miután Vilmos fejedelem 1914. március 7-én elfoglalta az Albán Fejedelemség trónját, Libohova kilépett a Nemzetközi Ellenőrző Bizottságból, és a március 18-án felesküdött Përmeti-kormány igazságügyi és vallásügyi minisztere lett. A kormány erős embere, Esat Toptani puccskísérletét követően Turhan Përmeti május 20-án átalakította kormányát, de Libohova a helyén maradhatott, sőt, később ideiglenesen a hadügyminiszteri tárcát is vezette, majd Përmeti 1914. júliusi külföldi útja során ügyvivő kormányfői feladatokat látott el. 1914 augusztusában Vilmos fejedelemmel való nézeteltérése miatt kilépett a kormányból, és Albánia első Rómába akkreditált nagykövete lett.
Az Albán Fejedelemség összeomlása és az első világháború kitörése után öccsével, Eqrem Libohovával együtt egy ideig Nápolyban és Svájcban élt, majd Korfun telepedett le.

### Kollaborálás az olasz megszállókkal (1918–1920)
Miután a görög csapatok kiürítették Dél-Albániát és olasz megszállók vették át a helyüket, Libohova visszatért hazájába, de eleinte elutasította az együttműködést az olasz hatóságokkal. 1918-ban azonban Mehmet Konica és Midhat Frashëri mellett az olasz gyámkodással létrejött, 1918. december 25-ei durrësi nemzetgyűlés egyik főszervezője volt. A nemzetgyűlés által megbízott, a megszállókkal kollaboráló Përmeti-kormányban a külügy- és igazságügy-miniszteri pozíciókat bízták rá, később pedig miniszterelnök-helyettes is lett. 1919 áprilisában az albán delegáció tagjaként Franciaországba utazott, hogy az első világháborút lezáró Párizs környéki béketárgyalásokon képviselje hazája érdekeit. 1919 nyarán, hazaútja során Rómában tárgyalásokat folytatott az olasz kormánnyal. 1919. augusztus 20-án írták alá azt az államközi szerződést, amelyben Olaszország névleg ugyan elismerte Albánia függetlenségét, de életbe léptette a főbiztosság intézményét. Ez alapján az albán polgári igazgatás intézményeit, köztük magát a végrehajtó hatalmat gyakorló Përmeti-kormányt, az országba akkreditált olasz főbiztos felügyelete alá helyezték. Az 1920 januárjában az albánság egészét képviselő lushnjai kongresszus egyik rendelkezése a kollaboráns Përmeti-kormányt január 30-ai hatállyal feloszlatta. Ezt követően Libohova egy időre visszavonult a közélettől. 1921-ben merényletet követtek el ellene, de egy karcolás nélkül megúszta.

### Ahmet Zogu feltétlen híveként (1923–1925)
Háromévnyi szünet után, 1923-ban Libohova ismét bekapcsolódott az albán politikai életbe mint Gjirokastra nemzetgyűlési képviselője, Ahmet Zogu követője. 1924. március 2-án Zogu híve, Shefqet Vërlaci később rendkívül népszerűtlenné vált kormányának igazságügy-minisztere lett, de egyes források szerint a pénzügyi tárca vezetését is rábízták. A kormánnyal szembeni országos elégedetlenség 1924 tavaszán fegyveres ellenállássá fokozódott, de Libohova a május 27-én menesztett Vërlaci helyébe lépő Iliaz Vrioni kormányában is folytathatta az igazságügy-miniszteri munkát.
Az ezt követő időszakot illetően életrajzának forrásai több ponton ellentmondanak egymásnak. Annyi bizonyos, hogy a Vrioni-kormány megbízásából tárgyalásokat kezdett a felkelőkkel, vagy Vlorában a csapatai élén délről Tirana felé törő Kasem Qafëzezival, vagy éppenséggel az északi Shkodrában Rexhep Shala embereivel. Így vagy úgy, a megbeszélések eredménytelenül zárultak, a felkelők Libohovát foglyul ejtették. A végül a kormányzat elűzésével záruló, Fan Noli vezette júniusi forradalom győzelme után, július elején felállított politikai törvényszék 1924. december 12-ei ítéletében Libohovát – Zogu, Ceno Kryeziu és Vërlaci mellett – a polgári lakosság elleni erőszak vádjával halálra ítélte. Ekkorra azonban már mindannyian külföldön tartózkodtak, maga Libohova is. A fogságból való kiszabadulásának körülményei nem ismeretesek, csak az bizonyos, hogy az olaszországi Bariban vészelte át 1924 második felét, miközben masszív Zogu-párti és Noli-ellenes propagandát fejtett ki az olaszországi sajtóban.
Időközben Zogu hatalomba való visszatérését szervezte jugoszláv katonai segítséggel. Libohova Görögországba utazott és Janinában az élére állt egy fegyveres alakulatnak, amellyel 1924. december 14-én átlépte az albán határt. Sikerrel szorította ki a kormányerőket Sarandából, Gjirokastrából és Tepelenából, ezzel hozzájárult a Noli-kormány december 24-ei elűzéséhez, a hatalomba visszatérő Zogu győzelméhez. Szolgálataiért cserébe az 1925. január 6-án felálló Zogu-kormányban megkapta az igazságügyi és pénzügyi tárcát. A köztársaság kikiáltása után, február 1-jén beiktatott, Pjetër Poga vezette kormányban pénzügy- és külügyminiszterként folytatta a munkát.

### Karrierje vége, a bankbotrány (1925)
Libohova 1925-ben Zogu egyik legközelebbi munkatársa és legfőbb bizalmasa volt. Lojalitását jelzi, hogy amikor a szenátus elnöke, Eshref Frashëri 1925 elején be akarta vonni az általa szervezett puccskísérletbe, Libohova leleplezte Zogu előtt az egész szervezkedést.
Miután szoros kapcsolatokat ápolt az olasz kormánnyal, Zogu megbízásából – szabad kezet kapva – 1925 tavaszától nagy horderejű pénzügyi tárgyalásokat folytatott Benito Mussolini kormányával. Ebben segítségére volt öccse, Eqrem Libohova is, aki ez idő tájt Albánia római nagyköveti tisztét látta el. A tárgyalások központi eleme az Albán Nemzeti Bank létrehozásához elengedhetetlen kölcsön vagy olasz szerepvállalás kérdése volt, amely iránt az állami tulajdonú Credito Italiano mutatott érdeklődést. Ezzel párhuzamosan Zogu a brit Midland Bank képviselőivel tárgyalt egy nemzeti bank alapításáról, de csak azért, hogy a britek által az ügylet megvalósítására felajánlott kenőpénz összegét Libohova megoszthassa az olasz tárgyalópartnerekkel. Mussolini felüllicitálta a briteket, és egymillió aranyfrankot ajánlott fel Zoguéknak, amennyiben a bankkoncessziót ők nyerik el. A szerződést megkötötték, 1925. szeptember 2-án a Credito Italiano közreműködésével és kölcsönéből megalakult az Albán Nemzeti Bank. Szolgálataiért és közreműködéséért Libohova szintén egymillió frankos sikerdíjat tehetett zsebre. Megszolgálta az olasz kormány pénzét, a szerződés véglegesített szövegéből ugyanis kivette az Olaszországnak kedvezőtlen passzusokat, és ezt íratta alá a pénzügyekben járatlan köztársasági elnökkel, Zoguval.
Amikor a szerződés tartalma ismertté vált a szélesebb nyilvánosság előtt is, 1925. szeptember 22-én a nemzetgyűlésben élesen támadták Libohovát az Albániát gazdasági függőségbe taszító bankkoncesszió ürügyén. Hazaárulással, korrupcióval és a közpénzek hűtlen kezelésével vádolták meg. Azonnal felállítottak egy parlamenti vizsgálóbizottságot is az ügy részleteinek feltárására, de Zogu – hogy megelőzze a nagyobb bajt – már másnap, szeptember 23-án feloszlatta a Poga-kormányt, Libohovát pedig menesztette. A vizsgálóbizottsági munkát azonban nem függesztették fel, és ennek során derült fény arra, hogy Libohova az eredeti szerződésváltozat néhány passzusát és záradékát kivette a végül aláírt szerződésből. Kiderült az is, hogy a bankalapításra elkülönített költségvetési összeget Libohova más célokra költötte el, de e pénzek útjáról nem tudott hitelt érdemlően számot adni. A sikkasztás és korrupció vádja beigazolódott, az ügyészség hazaárulás vádjával perbe fogta Libohovát, ám végül a nagy hatalmú és olaszbarát nagybirtokosok pártfogásának és a bíráknak juttatott kenőpénznek köszönhetően büntetőtárgyalásra nem került sor. Államigazgatási posztjait mindenesetre elveszítette, és átmenetileg Párizsba távozott, ahol fia, Maliq Libohova az albán nagykövetség munkatársa volt. 1926 őszén Zogu még felkérte a végül november 27-én megkötött olasz–albán tiranai paktum előkészítő munkálataiban való részvételre.
Nem sokkal ezután, 1927. február 10-én, ötvenéves korában Sarandában elhunyt. Szülőfalujában, Libohovában helyezték örök nyugalomra. Kéziratban maradt politikai memoárját Politika ime në Shqipëri, 1916–1920 (’Albániai politikám, 1916–1920’) címen 2003-ban adták közre Tiranában.